# 歐弗頓 (內華達州)
歐弗頓（英語：Overton）是位於美國內華達州克拉克縣的非建制地區。

## 歷史
歐弗頓的郵局於1870年設立，1872年關閉後又於1883年重啟，營運至今。

## 地理
歐弗頓所處的海拔為高於海平面386米（即1266英呎），而該地所採用的時區為UTC-8，即太平洋时区（PST）。同時該地設有夏令時間，為UTC-8調快一小時，即UTC-7（PDT）。